# Clerval, Doubs
Clerval je naselje in občina v francoskem departmaju Doubs regije Franche-Comté. Leta 2007 je naselje imelo 1.023 prebivalcev.

## Geografija
Kraj leži v pokrajini Franche-Comté ob reki Doubs, 45 km severoovzhodno od Besançona.

## Uprava
Clerval je sedež istoimenskega kantona, v katerega so poleg njegove vključene še občine Anteuil, Belvoir, Branne, Chaux-lès-Clerval, Chazot, Crosey-le-Grand, Crosey-le-Petit, Fontaine-lès-Clerval, L'Hôpital-Saint-Lieffroy, Orve, Pompierre-sur-Doubs, Rahon, Randevillers, Roche-lès-Clerval, Saint-Georges-Armont, Sancey-le-Grand, Sancey-le-Long, Santoche, Surmont, Vellerot-lès-Belvoir, Vellevans in Vyt-lès-Belvoir s 5.570 prebivalci.
Kanton Clerval je sestavni del okrožja Montbéliard.